# 2656 Evenkia
2656 Evenkia (1979 HD5) là một tiểu hành tinh vành đai chính được phát hiện ngày 25 tháng 4 năm 1979 bởi Chernykh, N. ở Nauchnyj.